# Emmanuelle Duboc
Pour les articles homonymes, voir Duboc.
Emmanuelle Duboc, née le 6 juillet 1980, est une snowboardeuse française. Elle est notamment vice-championne du monde en 2001.

## Résultats

### Championnats du monde
- Championnats du monde junior 2000
  -  Médaille d'argent en slalom parallèle

- Championnats du monde 2001
  -  Médaille d'argent en snowboardcross
- Championnats du monde 2003
  - 11e en snowboardcross

### Coupe du monde
- Meilleur résultat au classement général : 30e en 2001
- Meilleur résultat au classement du snowboardcross : 8e en 2003
- 4 podiums